# Paulin z Lukki
Paulin z Lukki, również Paulin z Antiochii (zm. ok. 67) - według tradycji pierwszy biskup Lukki w Toskanii, męczennik chrześcijański za czasów Nerona, święty Kościoła katolickiego.
Pierwsza wzmianka o biskupie Lukki pochodzi z 1197 roku. Według legendy został wysłany tam przez św. Piotra, którego spotkał w Antiochii.
Nie należy go mylić z innym Paulinem, zwanym również Paulinem z Antiochii, biskupem antiocheńskim (zm. 388).
Wspomnienie liturgiczne św. Paulina obchodzone jest 12 lipca za Martyrologium Baroniusza.